# Christoph Leisten

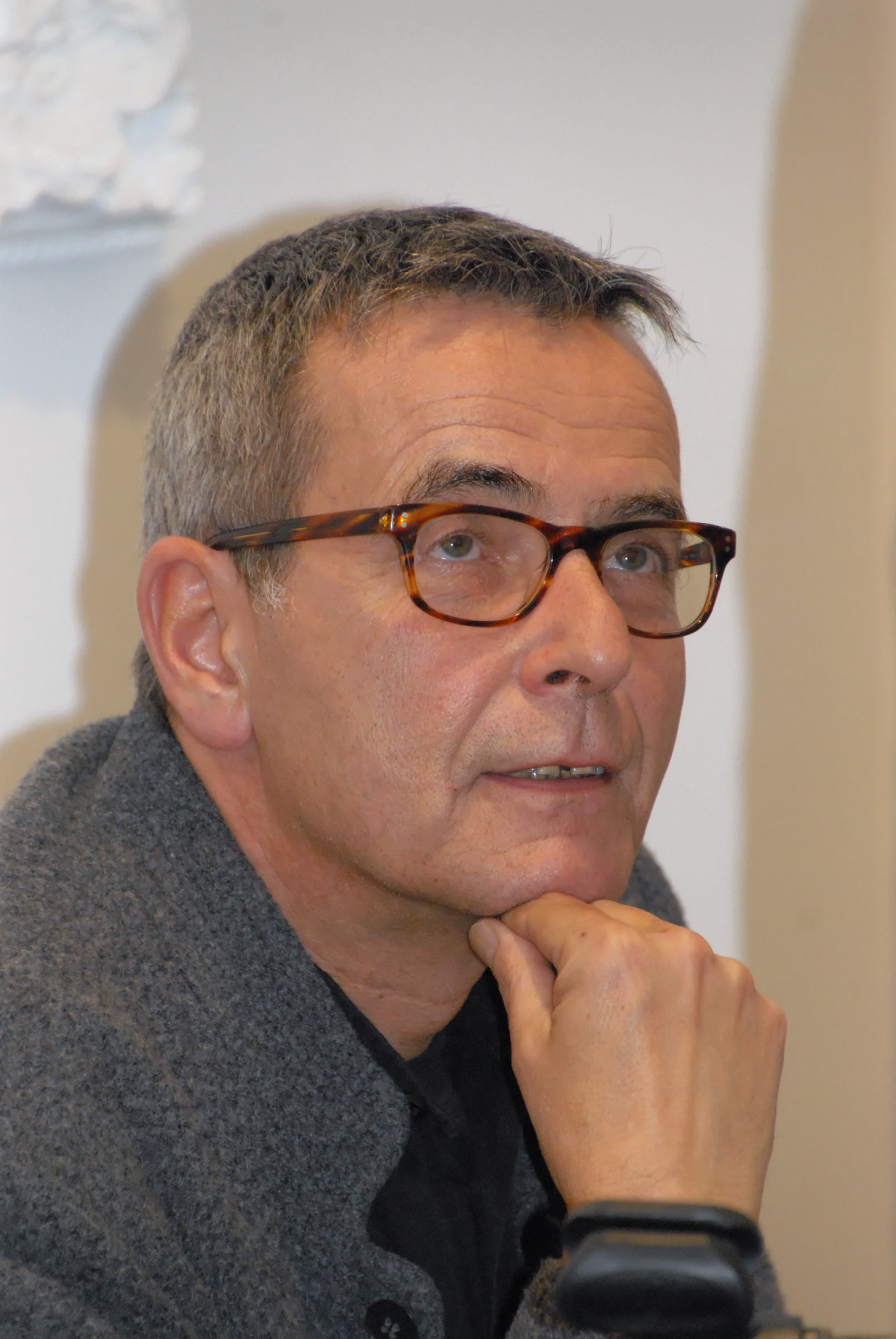
Christoph Leisten (2015)

Christoph Leisten (* 30. Mai 1960 in Geilenkirchen, Nordrhein-Westfalen) ist ein deutscher Lehrer und Schriftsteller.

## Leben und Werk
Nach dem Abitur studierte Christoph Leisten Germanistik und Philosophie in Bonn. Er debütierte 2001 mit dem Gedichtband Entfernte Nähe. Leisten verfasst Lyrik, Prosa und Essays, die in Anthologien und Literaturzeitschriften veröffentlicht wurden. Er ist Mitherausgeber der Frankfurter Literaturzeitschrift Zeichen & Wunder und Organisator der jährlich stattfindenden euregionalen Tage der Poesie in Würselen. Literarische Arbeiten von Christoph Leisten wurden für unterschiedliche Sammelwerke u. a. ins Italienische, ins Tschechische und ins Arabische übersetzt. Die 2009 erfolgte Übersetzung seines Prosawerks Marrakesch, Djemaa el Fna ins Arabische ist geprägt durch die Begegnung mit der maghrebinischen Kultur.
Christoph Leisten lebt in Würselen in der Städteregion Aachen und war am Clara-Fey-Gymnasium in Schleiden als Gymnasiallehrer in den Fächern Deutsch und Philosophie tätig.

## Werke
- grand hotel tazi. Gedichte. Rimbaud Verlag, Aachen 2020, ISBN 978-3-89086-220-0.
- Argana. Notizen aus Marokko. Rimbaud Verlag, Aachen 2016, ISBN 978-3-89086-433-4.
- bis zur schwerelosigkeit. Gedichte. Rimbaud Verlag, Aachen 2010, ISBN 978-3-89086-498-3.
- der mond vergebens. Gedichte aus zehn Jahren. Rimbaud Verlag, Aachen 2006, ISBN 978-3-89086-584-3.
- Marrakesch, Djemaa el Fna. Rimbaud Verlag, Aachen 2005 (3. Aufl. 2017), ISBN 978-3-89086-611-6.
- in diesem licht. Gedichte. Rimbaud Verlag, Aachen 2003, ISBN 978-3-89086-691-8.
- Entfernte Nähe. Gedichte. Mit Illustrationen von Hans Werner Geerdts. Calatra Press, Lahnstein 2001, ISBN 3-88138-140-6.

## Anthologien und Literaturzeitschriften (Auswahl)
- Anton G. Leitner (Hrsg.), Die Bienen halten die Uhren auf. Naturgedichte, Reclam Verlag, Ditzingen 2020.
- Anton G. Leitner und Christoph Leisten (Hrsg.), DAS GEDICHT 27. Dichter an die Natur. AGL-Verlag, Weßling 2019.
- Anton G. Leitner (Hrsg.), Der Himmel von morgen. Gedichte über Gott und die Welt, Reclam Verlag, Ditzingen 2018.
- Bernhard Albers (Hrsg.), Die Welt kennt keine Poesie. 100 Gedichte von 100 Autoren, Rimbaud Verlag, Aachen 2015.
- Christoph Buchwald und Nora Gomringer (Hrsg.), Jahrbuch der Lyrik 2015, DVA, München 2015.
- Fouad EL-Auwad (Hrsg.), Die Kerze brennt noch, Edition Lyrik-Salon spezial, Aachen 2015.
- Jürgen Nendza, Hajo Steinert (Hrsg.), Stadtlandfluss. 111 Dichterinnen und Dichter aus Nordrhein-Westfalen, Lilienfeld Verlag, Düsseldorf 2014.
- Christoph Buchwald und Jan Wagner (Hrsg.): Jahrbuch der Lyrik 2013, DVA, München 2013.
- Karl Otto Conrady (Hrsg.): Der Große Conrady. Das Buch deutscher Gedichte. Von den Anfängen bis zur Gegenwart, Artemis & Winkler, Düsseldorf 2008.
- Axel Kutsch (Hrsg.): Versnetze. Deutschsprachige Lyrik der Gegenwart. Bände 1 - 13, Verlag Ralf Liebe, Weilerswist 2008–2020.
- Shafiq Naz: Der deutsche Lyrikkalender 2010/2011/2012/2013. Jeder Tag ein Gedicht, alhambra publishing, B-Bertem 2009 - 2012.
- Theo Breuer (Hrsg.): NordWestSüdOst. Gedichte von Zeitgenossen, Edition YE, Sistig/Eifel 2003.
- Axel Kutsch (Hrsg.): Zeit. Wort. Deutschsprachige Lyrik der Gegenwart, Verlag Ralf Liebe, Weilerswist 2003.
- Theo Breuer (Hrsg.): 2 0 0 2, Edition YE, Sistig/Eifel 2002.
- Zeitschriften: die horen, Faltblatt, Das Gedicht, Muschelhaufen u. a.